# Pablo Ceppelini
Pablo Daniel Ceppelini Gatto (Montevideo, 11 de septiembre de 1991) es un futbolista uruguayo con nacionalidad italiana. Juega como mediocentro ofensivo y su equipo actual es Alianza Lima de la Liga 1 del Perú.

## Trayectoria
Se inició en el Club Nueva Palmira del barrio la Comercial de la ciudad de Montevideo, jugando baby fútbol por la Liga Palermo. Así mismo jugó por dos temporadas al básquetbol en el Club Atlético Cordón, pero decidió dejar esa actividad para dedicarse exclusivamente al Fútbol. 
Tras un pasaje en divisiones inferiores en Defensor Sporting Club, fichó por Bella Vista con el que llegó al profesionalismo donde consiguió el ascenso a Primera División en la Temporada 2009-2010. En la siguiente temporada tendría una buena campaña con su club, con el que llegaría a tener posibilidades hasta la última fecha del Torneo Apertura. 
A principios de 2011 fichó por el Club Atlético Peñarol, pero mientras disputaba el sudamericano sub-20 con Uruguay, fue fichado por el Cagliari de Italia, club donde no tuvo mucha participación, cediéndolo al Lumezane de la liga Pro Italiana (Tercera División) en primera instancia y al Maribor de la Primera División de Eslovenia. 
Tras rescindir contrato con el Cagliari, fichó en el Cluj donde ha tenido grandes actuaciones, siendo uno de los jugadores más destacados del equipo, a pesar de descender a la Segunda División de la liga Rumana. 
En agosto de 2015 se integró al plantel del Wanderers para disputar el torneo Apertura.
Ya jugando para Boston River en 2016, fue el autor del primer gol histórico del club jugando en Primera División, enfrentando a Defensor Sporting el 31 de agosto, partido que terminaría 1 a 1. Jugó la Copa Libertadores 2019 donde fue eliminado en la fase 3.
El 19 de diciembre de 2019 se integró al plantel del Cruz Azul para disputar el torneo Clausura 2020 de la Primera División de México. Debuta como titular en la Jornada 2 ante el Atlético de San Luis, partido que culminó 2-1 con derrota para la máquina cementera.
A principios del 2021 fue Cedido al Club Atlético Peñarol par disputar el Campeonato Uruguayo de Fútbol y la Copa Conmebol Sudamericana al mando de Mauricio Larriera. Debutó con el dorsal número 8 en el partido contra el Sport Huancayo con resultado de 5-1 a favor de Peñarol.

## Selección nacional juvenil
Ha sido internacional con la Selección uruguaya Sub-20 en varias ocasiones. Con ella, participó asiduamente en los amistosos que disputó en el año 2010. En 2011, fue confirmado por el DT Juan Verzeri para jugar el Sudamericano Sub-20 disputado en Perú. En este campeonato tuvo una buena actuación, destacándose el partido ante la selección chilena donde convirtió dos goles.

### Campeonatos Sudamericanos
| Mundial                  | Sede | Resultado  | Part. | Goles |
| ------------------------ | ---- | ---------- | ----- | ----- |
| Sudamericano Sub-20 2011 | Perú | Subcampeón | 8     | 2     |

### Participaciones en Copas del Mundo
| Mundial             | Sede     | Resultado      | Part. | Goles |
| ------------------- | -------- | -------------- | ----- | ----- |
| Mundial Sub-20 2011 | Colombia | Fase de grupos | 3     | 0     |

## Clubes
Actualizado al último partido disputado el 19 de mayo de 2025
| Club              | País      | Año         | Part. | Goles | Asist. | Prom. G y A |
| ----------------- | --------- | ----------- | ----- | ----- | ------ | ----------- |
| Bella Vista       | Uruguay   | 2008 - 2010 | 24    | 1     | 8      | 0,38        |
| Cagliari          | Italia    | 2011 - 2013 | 13    | 0     | 1      | 0,08        |
| Lumezzane         | Italia    | 2013        | 11    | 2     | 0      | 0,18        |
| Maribor           | Eslovenia | 2013 - 2014 | 3     | 0     | 0      | 0,00        |
| Cluj              | Rumania   | 2014 - 2015 | 29    | 5     | 2      | 0,24        |
| Wanderers         | Uruguay   | 2015        | 9     | 0     | 2      | 0,22        |
| Boston River      | Uruguay   | 2016 - 2017 | 55    | 12    | 11     | 0,42        |
| Danubio           | Uruguay   | 2018 - 2019 | 34    | 6     | 6      | 0,35        |
| Atlético Nacional | Colombia  | 2019        | 51    | 10    | 9      | 0,37        |
| Cruz Azul         | México    | 2020        | 7     | 1     | 0      | 0,14        |
| Peñarol           | Uruguay   | 2021 - 2022 | 69    | 16    | 5      | 0,23        |
| Cuiaba            | Brasil    | 2023        | 40    | 4     | 12     | 0,12        |
| Atlético Nacional | Colombia  | 2024        | 47    | 3     | 8      | 0,06        |
| Alianza Lima      | Perú      | 2025 - Act. | 10    | 1     | 2      | 0,10        |
| Total             | Total     | Total       | 400   | 60    | 62     | 0,15        |

### Campeonatos nacionales
| Título                   | Club              | País      | Año  |
| ------------------------ | ----------------- | --------- | ---- |
| Liga de Eslovenia        | Maribor           | Eslovenia | 2014 |
| Torneo Clausura          | Peñarol           | Uruguay   | 2021 |
| Campeonato Uruguayo      | Peñarol           | Uruguay   | 2021 |
| Supercopa Uruguaya       | Peñarol           | Uruguay   | 2022 |
| Campeonato Matogrossense | Cuiaba            | Brasil    | 2023 |
| Copa Colombia            | Atlético Nacional | Colombia  | 2024 |
| Torneo Finalización      | Atlético Nacional | Colombia  | 2024 |